# サリガン島
サリガン島（サリガンとう、チャモロ語: Sarigan）は太平洋西部にある島。マリアナ諸島中部にあり、ググアン島の南、アナタハン島の北に位置する。

## 概要

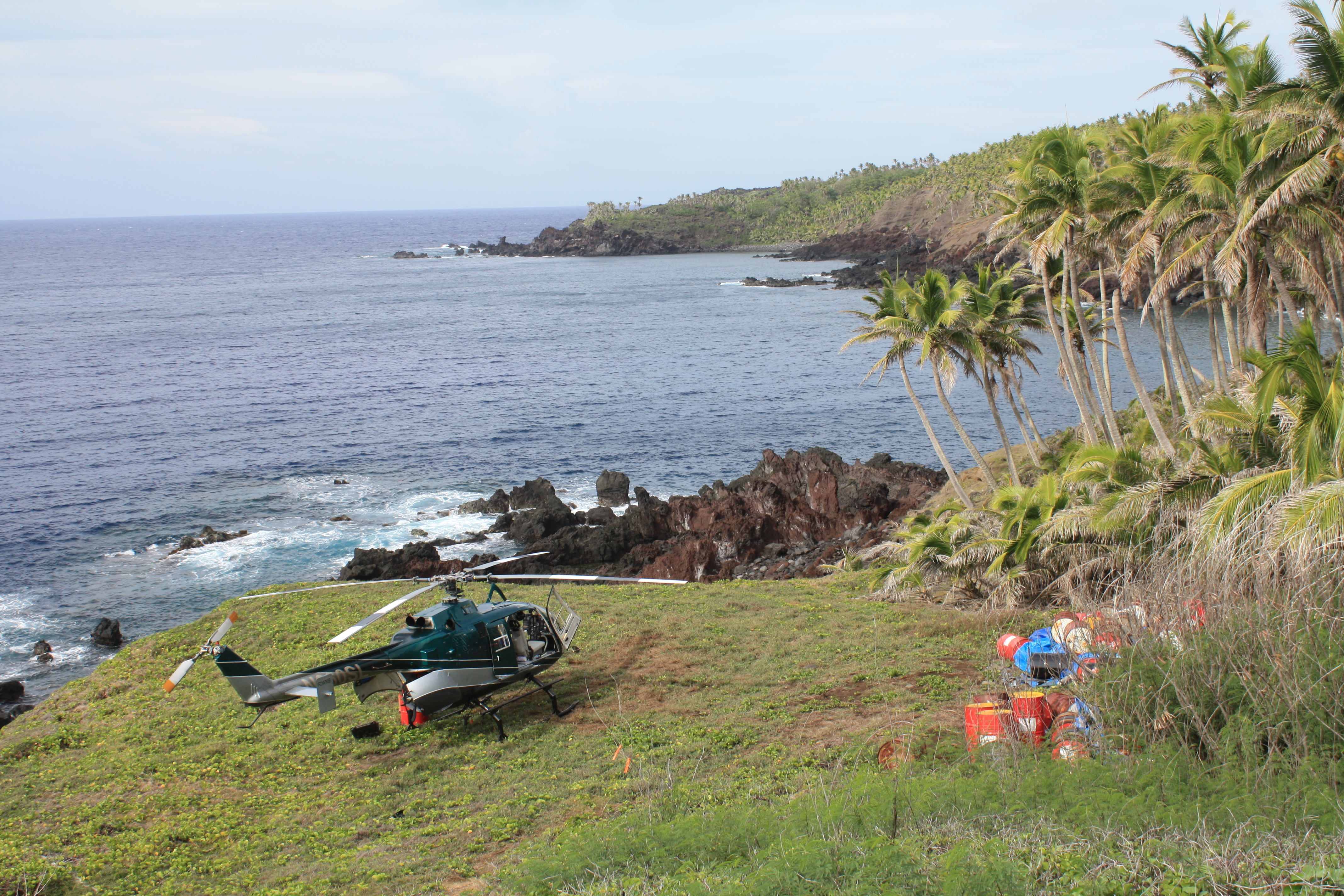
サリガン島の風景（2010年）

行政面ではアメリカ合衆国のコモンウェルスである北マリアナ諸島に属する。
面積は4.966km2、最高所の標高は538m。成層火山を持つ火山島であるが、有史における噴火記録はない。海岸は崖となっているため、上陸は困難である。
日本が委任統治していた前後の1919年（大正8年）から1945年（昭和20年）にかけてはチャモロ人によりコプラの栽培が試みられたこともあったが、現在は無人島であり自然保護区となっている。
人為的に持ち込まれた山羊が野生化して大繁殖したため、ハンターによる駆除作業がしばしば行われている。北北東11マイルにはジーランディア礁がある。